# Tarvarius Moore
Tarvarius Moore (Quitman, 16 agosto 1996) è un giocatore di football americano statunitense che milita nel ruolo di safety per i Chicago Bears della National Football League (NFL).

## Carriera

### San Francisco 49ers
Moore fu scelto nel corso del terzo giro (95º assoluto) del Draft NFL 2018 dai San Francisco 49ers. Debuttò come professionista subentrando nella gara del primo turno contro i Minnesota Vikings senza fare registrare alcuna statistica. La sua stagione da rookie si concluse disputando tutte le 16 partite (2 come titolare), con 23 tackle e 2 passaggi deviati. Il 2 febbraio 2020 scese in campo nel Super Bowl LIV in cui mise a segno un intercetto su Patrick Mahomes ma i 49ers furono sconfitti per 31-20 dai Kansas City Chiefs.

## Palmarès
- National Football Conference: 1

San Francisco 49ers: 2019